# الكتامية
الكتامية، قرية تقع بمركز الباجور التابع لمحافظة المنوفية بجمهورية مصر العربية، يحدها شمالا قرية كفر الفرعونية وجنوبًا قرية بيرشمس وشرقًا نهر النيل (فرع دمياط)، وغربًا قرية سمان.

## السكان
بلغ عدد سكان الكتامية 4,890 نسمة، حسب الإحصاء الرسمي لعام 2006.